# Tragedy by the Sea
Трагедія біля моря (англ. Tragedy by the Sea), також відома як Жорстокі хвилі (Cruel Waves), — це фотографія, на якій зображено молоду пару, Джона та Ліліан Макдональд, які стоять разом на березі Тихого океану в Ермоса-Біч, Каліфорнія, США. Знімок зробив у квітні 1954 року фотограф Los Angeles Times Джон Гонт. За кілька хвилин до того, як було зроблено знімок, зник Майкл, дев'ятнадцятимісячний син зображеної на ньому пари. Ця робота отримала Пулітцерівську премію за фотографію 1955 року та премію Associated Press.

## Передісторія
2 квітня 1954 року 19-місячний хлопчик на ім'я Майкл Макдональд зник безвісти на березі моря в Ермоса-Біч (Каліфорнія). За словами його матері Ліліан Макдональд, хлопчик випадково вйшов на пляж, блукаючи двором їхнього будинку на березі. Вона викликала поліцію, і правоохоронці розпочали пошуки.
Жінка на ім'я Беверлі Мердок прибігла до поліції, щоб повідомити, що помітила маленьку дитину в океані, в заростях морських водоростей. Вона описала одяг хлопчика, і цей опис збігався з тим, що розповіла правоохоронцям Ліліан.
Джон Макдональд бігав туди-сюди по пляжу, і Ліліан утримувала його від того, щоб кинутися в океан. Хлопчика не вдалося знайти відразу, і пізно ввечері пошуки призупинили. Джон і Ліліан відмовлялися залишати пляж, навіть коли стало надто темно для пошуків.

## Фотографія
У день зникнення хлопчика фотограф газети «Los Angeles Times» Джон Ліндол Гонт-молодший знаходився у своєму будинку в Ермоса-Біч, коли почув крик сусіда, що на пляжі щось відбувається. Гонт дістав свою камеру Rolleiflex і побіг на пляж. Підійшовши ближче, він побачив молоду пару, яка стояла біля води, тримаючись одне за одного, і зробив знімок, перш ніж вони розвернулися і пішли.
Наскільки пригадував Гонт, він зробив знімок з відстані близько 60 м, встановивши витрмку 1/250 секунди та діафрагму f/16.
Фотографію, яку Гонт назвав «Трагедія біля моря», було опубліковано в «Los Angeles Times» 3 квітня 1954 року. Тоді газета висловила припущення, що хлопчика могло змити у море. Пулітцерівська премія принесла Гонту грошову винагороду в розмірі 1000 доларів (еквівалентно приблизно 11 700 доларам станом на 2024 рік).

## Подальші пошуки
Пошуки тривали кілька днів і продовжилися до 5 квітня. Газета «Los Angeles Mirror» повідомляла, що Джон і Ліліан кілька днів чергували на пляжі.
Тіло Майкла знайшли лише 12 квітня, через десять днів після його зникнення. Його помітили біля 4-ї вулиці міста Мангеттен-Біч.
12 квітня 1954 року жінка помітила тіло дитини, що гойдалося на хвилях біля її будинку, за 1,6 км від місця зникнення. Вона витягла тіло з води та викликала поліцію.

## Реакція
Зображення отримало Пулітцерівську премію за фотографію 1955 року. Журі Пулітцерівської премії назвало фотографію «пронизливою та глибоко зворушливою» (англ. poignant and profoundly moving). Крім того, світлина посіла перше місце в Почесній галереї новинних фотографій Лос-Анджелеського прес-клубу 1954 року та отримала премію Associated Press (тут зображенню дали ім'я «Жорстокі хвилі») і спеціальну відзнаку від головних редакторів Associated Press.